# 地安寺
地安寺（じあんじ・福慧山金毛院地安禅寺）は、滋賀県甲賀市土山町にある黄檗宗の寺院である。聖徳太子開基、かつては天台宗だった。江戸時代、龍渓禅師によって黄檗禅の寺院として再興された。また、龍渓禅師に帰依した後水尾法皇、その皇女である林丘寺宮（光子内親王）ゆかりの寺院でもある。
現住持は、大田和史博禅師。葉室山淨住寺にて榊原直樹老師のもとで修行、青少年文化研修道場道場長を経て、地安寺住持となった。小川流をはじめとする京都六流に属する、瑞芳菴流煎茶道三代目家元でもある。

## 伽藍
- 鐘楼門
- 本堂
- 庫裡
- 御影堂
- 地蔵堂
- 冷渓茶・仁泉茶

## 仏像
本堂に安置される本尊は、聖観世音菩薩坐像。脇仏に多聞天と不動明王が並び、天台宗の三尊様式が見られる。聖観音菩薩は定朝、脇仏は運慶作と伝わる。

## 御影堂
後水尾法皇坐像、聖徳太子坐像が安置される。法皇坐像は、崩御の際、林丘寺宮より下附された。

## 冷渓茶・仁泉茶
林丘寺宮により、鐘楼門前参道に植栽された茶ノ木。毎年1月、5月、10月に収穫され、林丘寺へ献納されていた。今では一株のみ遺されている。

## その他
境内には、鎌倉後期後半（1330年頃）の花崗岩のもの、南北朝前半（1345年頃）の米石のものの宝篋印塔がある。